# Virgularia glacialis
Virgularia glacialis är en korallart som beskrevs av Rudolf Albert von Kölliker 1870. Virgularia glacialis ingår i släktet Virgularia och familjen Virgulariidae. Inga underarter finns listade i Catalogue of Life.